# SFletter
Sfletter — бесплатный сервис электронной почты с защитой вложенного файла и/или сообщения. Принадлежит компании Protection Technology (торговая марка — StarForce Technologies (Москва, Россия). Построен на базе продукта StarForce E-m@il Enterprise. Приложение для просмотра защищённого файла для SFLetter (расширение .SFPDF) называется StarForce Reader и разработан Protection Technology. В настоящее время сервис находится в статусе релиза после завершения бета-тестирования.

## История создания
Сервис создан в июне 2014 года. SFLetter привлёк внимание крупных отечественных и международных интернет-ресурсов, которые высоко оценили перспективы его развития. 

## Особенности сервиса
SFLetter является веб-службой электронной почты. Предотвращает пересылку, а также открытие защищённых писем и вложений на другом компьютере. Чтобы обеспечить такой эффект используется не шифрование в классическом понимании, а оригинальный метод. Документы переносятся в контейнер, после этого доступ к ним возможен только через программу-просмотрщик, которая активируется единственным, сгенерированным только для данного получателя ключом, что обеспечивает привязку полученного документа к устройству адресата в момент активации. Письма и вложения, защищённые сервисом, нельзя переслать, отредактировать, распечатать, снять экранную копию даже после открытия и прочтения. Программа шифрования — проприетарная. Для обеспечения прозрачности доступа к письмам была реализована возможность отслеживать попытки открытия защищённых документов через веб-интерфейс отправителя. В журнал заносятся также время события и IP-адрес компьютера, на котором производилась попытка открыть письмо. Отправитель может просмотреть этот журнал для каждого письма. Полученное письмо содержит интернет-ссылку на приложение (StarForce Reader), с помощью которого следует прочитать защищённый текст письма и вложения. StarForce Reader доступен для Windows, macOS, iOS и Android. Открытие защищённого письма сопровождается его «привязкой» к конфигурации устройства адресата. Действия по получению ключа, привязке ключа к программно-аппаратной конфигурации устройства и расшифровке документа обеспечивает программа-просмотрщик. Сообщение не может быть отправлено в открытом виде в бесплатном тарифном плане.
Учетная запись электронной почты бесплатна, имеет предел хранения 500 Mб, она не включает в себя поддержку IMAP или Post Office Protocol (POP3). Серверы электронной почты находятся в России.
В настоящее время сервис дополнен функциями: отправитель сможет сам определить время, в течение которого письмо будет доступно получателю, а также отозвать право на просмотр отправленных файлов, подробный отчет о статусе письма в почтовом ящике получателя и об истории доступа к отправленному письму, функция управления офлайн-доступом, IMAP и отправка писем от собственного доменного имени.

## Интерфейс сервиса
Почтовый интерфейс сделан на базе бесплатной электронной почты Roundcube. Он прост и понятен для пользователя.

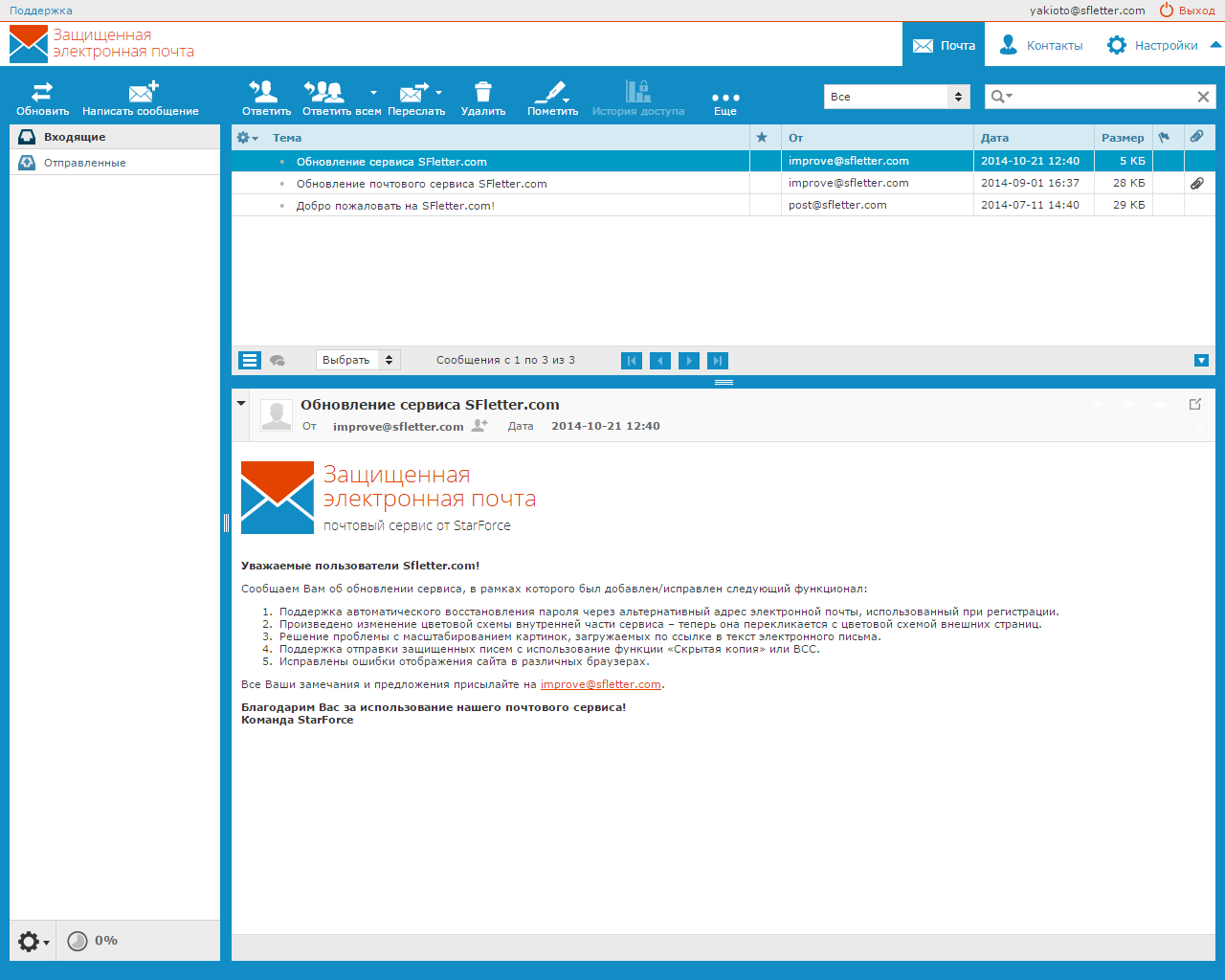
Почта.
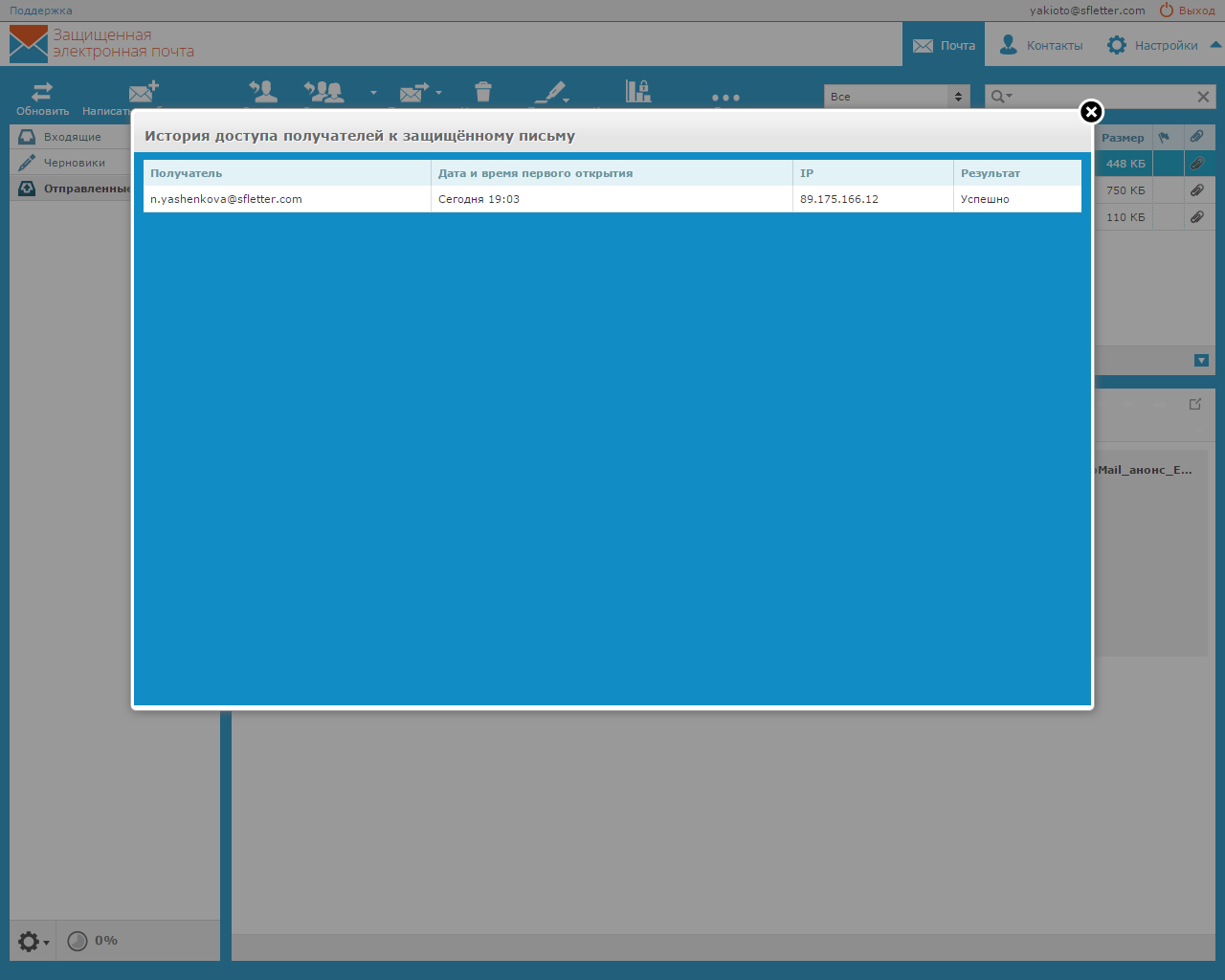
Отслеживание открытия писем.

## Техническая характеристика
| Параметры                               | SFletter                                                                                 |
| --------------------------------------- | ---------------------------------------------------------------------------------------- |
| Язык интерфейса                         | Английский и русский                                                                     |
| Создание сообщения в HTML               | Возможно, задано как основное                                                            |
| Цена регистрации и пользования услугами | Бесплатно                                                                                |
| Файловое хранилище                      | 500 Mб                                                                                   |
| Размер файла во вложении                | Не более двух файлов .jpeg или .pdf в одном письме, не более 5 Mб каждый                 |
| POP/IMAP                                | Платно                                                                                   |
| Использование иных доменных имён        | Платно                                                                                   |
| Поддержка мобильных платформ            | iOS и Android                                                                            |
| Техническая поддержка                   | Да                                                                                       |
| Другие возможности                      | Создание новых папок, автосохранение черновика, адресная книга, уведомление о прочтении… |

## Интересные факты
- Сервис WOT (без объяснений своего решения) выставил SFletter. сom статус опасного сайта[10]
- StarForce, разработчик SFletter, — резидент «Сколково» с 2011 года[11].

## Ограничения и недостатки
- Необходимость установки программы просмотра сообщений. Программа-просмотрщик может быть установлена на операционных системах семейства Windows под учетной записью с правами администратора, macOS, Android и iOS.
- Почтовый ящик на сервисе SFletter.com не может быть синхронизирован или привязан к другим почтовым сервисам (Яндекс, Gmail или другие).
- Одно электронное письмо не может иметь более трёх адресатов в бесплатном тарифном плане.

## Оценки и награды
- The High Tech Society Writers: 4,5 звезды из 5 возможных — общая оценка (5 звёзд в номинациях «Удобство» пользователя и «Защищённость»)[12].
- Оценка сайта PC Magazine: 4 звезды из 5[13].